# Janez Dorn
Janez Dorn, tudi Hans Dorn, ljubljanski župan v 16. stoletju, † 1552, Ljubljana.
Župan Ljubljane je bil med letoma 1548 in 1552 (do svoje smrti). Nasledil ga je Jurij Tiffrer.